# Glossophaga
Genre
Les Glossophaga sont des chiroptères nocturnes et nectarivores d'Amérique comme les autres espèces de Glossophaginae. Elles possèdent un long museau et une longue langue.

## Liste des espèces
- Glossophaga commissarisi Gardner, 1962
- Glossophaga leachii Gray, 1844
- Glossophaga longirostris Miller, 1898
- Glossophaga morenoi Martinez and Villa, 1938
- Glossophaga soricina (Pallas, 1766) — Glossophage de Pallas
- Glossophaga sp. — Glossophage de Miller[1]